# 哥本哈根地铁2号线
哥本哈根地铁2号线是哥本哈根地铁的一条线路，线路颜色为黄色。西起万勒瑟站，经哥本哈根市中心，最终到达终点站哥本哈根机场站。其中，万勒瑟站⟷克里斯蒂安港站段与哥本哈根地铁1号线线路、停靠站均重合。本线的建设最初是厄勒斯塔兹开发区的配套工程，1992年由丹麦国会批准，1998年开工。2002年至2007年间分段通车。由哥本哈根地铁公司所有。班距介于4分钟—20分钟之间。
哥本哈根地铁2号线全长14.2千米。其中林讷旺站⟷黏土矿坑公园站之间的线路为地下线，其余部分均为地面线、高架线。 哥本哈根地铁2号线在阿迈厄岛上的高架线及地面线（靠近厄勒海峡的线路）是通过改造现已关闭的“阿迈厄岛铁路”而建设的。
哥本哈根地铁1号线、2号线共同使用34列“日立轨道（意大利）无人驾驶地铁列车”，并且合用西阿迈厄岛控制与维护中心（位于西阿迈厄岛站）。

## 历史

### 背景
哥本哈根有意發展當時仍屬郊區的阿迈厄島（Amager），但現有的哥本哈根市郊铁路卻未覆蓋該區，因此當局決定興建地鐵連接該區和市中心，最后丹麦议会于1992年批准这一规划。由国营企业厄勒斯塔兹开发公司负责建设及管理。在论证阶段，相关人士提出了有轨电车、轻轨、地铁3个方案。

#### 有轨电车方案：
该方案是在哥本哈根市中心、阿迈厄島等区域内修建路面电车，该方案在以上3个方案中成本最低。哥本哈根市中心段为地面线路，阿迈厄岛段采用地面线路与立体交叉向结合的方式，包括与欧洲E20公路、厄勒铁路（Øresund Line）的立交道口。因为无法做到全线专有路权，因而在部分路段会与行人、社会车辆争道，并受红灯影响。设计最短发车间隔150秒。采用架空电缆供电。站距约为500米。列车长度为35米，最大载客量230人。该方案最终未被采用。

#### 轻轨方案：
厄勒斯塔兹开发区段采用与“有轨电车方案”相似的模式，哥本哈根市中心段采用地下隧道。设计最短发车间隔与“有轨电车方案”一样为150秒，但列车长度是“有轨电车方案”的两倍、车站规模也更大。该方案的建设成本、运行速度、载客量均介于“有轨电车方案”与“地铁方案”之间。该方案最终亦未被采用。

#### 地铁方案：
该方案运行速度、载客量、安全性，均是3个方案中最高的，噪音污染是3个方案中最低的，尽管其建设成本是3个方案中最高的。因其投入产出比最高而被采用。

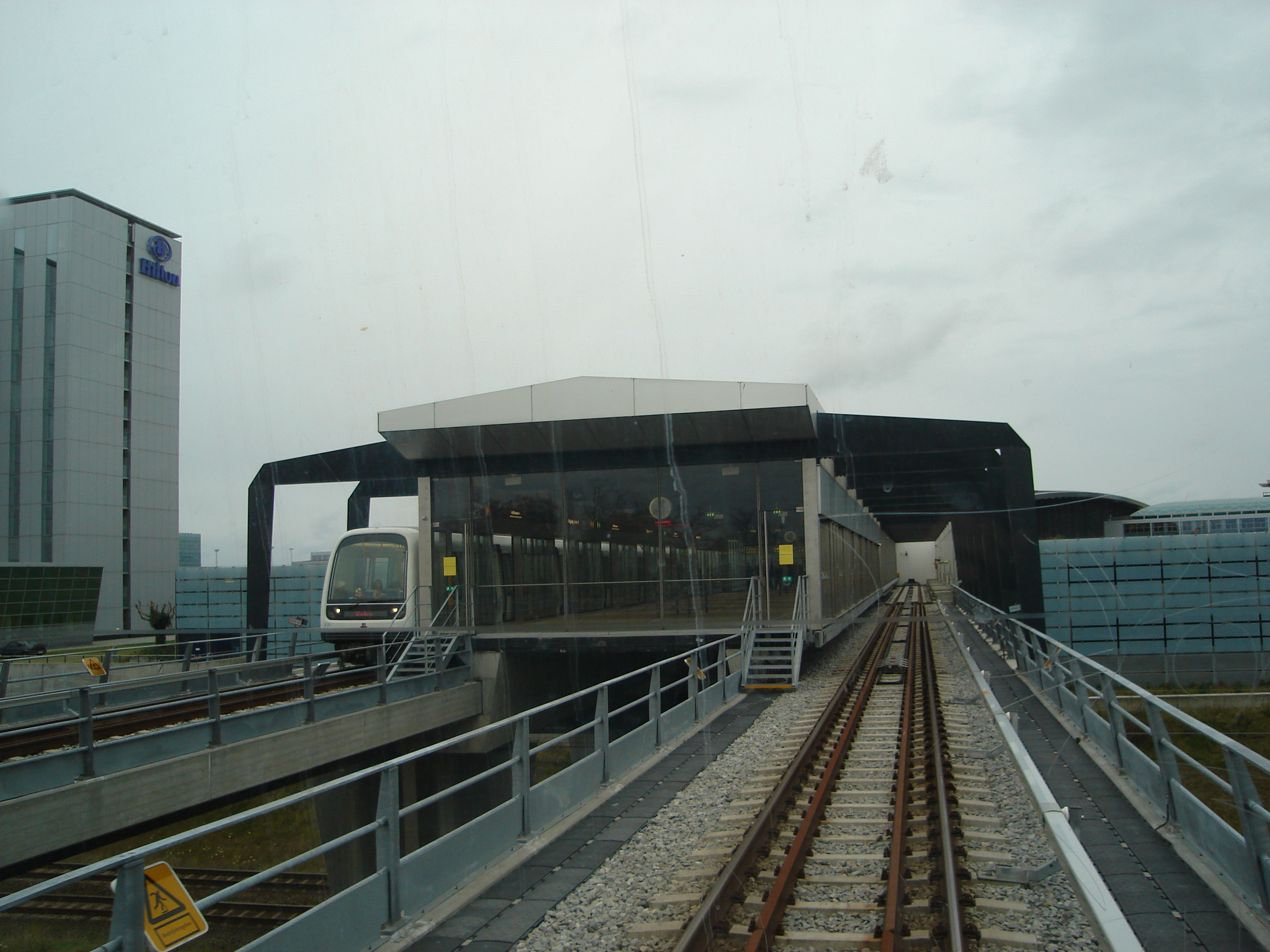
哥本哈根机场站

### 建设阶段

#### 1号线工程分期
根据1996年时的计划，哥本哈根地铁2号线分三期兴建：
- 第一期工程包括2号线北门站至黏土矿坑公园站区间，2002年10月19日通车
- 第二期工程将2号线从北门站向西伸延，并细分为两阶段。第一阶段介乎北门站和腓特烈斯贝站的路段于2003年5月29日完工，第二阶段介乎腓特烈斯贝站和万勒瑟站的路段则于同年10月12日完工。
- 第三期工程将2号线从黏土矿坑公园站伸延至哥本哈根机场站，于2007年9月28日通车。

哥本哈根地铁最初由厄勒斯塔兹开发公司所有。1996年10月，哥本哈根有关部门与建设方“哥本哈根地铁建设集团”签订相关协议，并与安萨尔多签订为期5年的运营权外包协议。“哥本哈根地铁建设集团”是由Astaldi、万喜、SAE、Ilbau、北欧建设公司（Nordic Construction Company）、Tarmac Construction共同出资的合资企业。
地铁工程于1996年11月开工，管线迁移是最先进行的工作之一。1997年9月，建设方“哥本哈根地铁建设集团”开始主体工程施工。1997年10月和11月，两台盾构机先后运抵施工现场，分别被命名为“莉娃”（Liva）和“贝蒂”（Bette），并于1998年2月自冰岛码头站开挖隧道。同月，丹麦公共交通管理局（Trafikstyrelsen）发放了无人驾驶地铁的许可证。原哥本哈根市郊铁路雉鸡路站⟷腓特烈斯贝站段也于1998年6月20日停用（该段现属哥本哈根地铁，但原哥本哈根市郊铁路时期为地上线，哥本哈根地铁时期为地下线）。
第一段隧道于1998年9月完工，随后盾构机转移至港口街（Havnegade）。1998年12月，开始建造其中9座地铁站。2号线完整的方案也于1999年4月公布，论证的结果认为2号线阿迈厄岛段采用以高架线与地面线为主的形式更有利于逃生。1999年5月，第一列地铁列车抵达哥本哈根，并进入调试阶段。1999年12月，隧道挖掘至Strandlodsvej，之后盾构机被转移至港口街（Havnegade）用于挖掘通往腓特烈斯贝的地铁隧道。2000年1月1日，哥本哈根市郊铁路索尔比约站⟷万勒瑟站段关闭，后改为地铁（哥本哈根市郊铁路时期的该线路为地上线，改为地铁后为地下线）。
2001年3月，哥本哈根市的有关部门决定兴建1号线、2号线三期工程。。2001年11月6日，哥本哈根地铁开始试车，试车线路为1号线、2号线一期及二期第1阶段路段。截至2002年5月22日，18列已运抵的地铁列车总试车里程已达10万公里。

### 首通之后
2002年10月19日，哥本哈根地铁2号线通车，首通路段为北门站⟷黏土矿坑公园站段。初期班距为12分钟，2002年12月3日起缩至9分钟，2002年12月19日起再缩至6分钟。 运营外包予安萨尔多进行，再转包予信佳集团的地铁部门，外包合同有效期5年，并可再延期3年。
2003年2月24日，1号线、2号线二期工程第一阶段（北门站⟷腓特烈斯贝站区间）完工，并于2003年5月29日启用，并由女王玛格丽特二世主持通车仪式。哥本哈根的所有轨道交通及公交时刻表在5月25日便以完成调整，但因女王玛格丽特二世的原因直至5月29日才举行通车仪式，这使得哥本哈根部分区域在5月25日至5月29日间出现地铁及公交服务空白。 1号线、2号线二期工程第二阶段（腓特烈斯贝站⟷万勒瑟站区间）于2003年10月12日开通。
会展中心站曾于2005年获得密斯·凡·德罗欧洲当代建筑奖提名。 厄勒斯塔兹开发公司于2007年结业，哥本哈根地铁所有权转至哥本哈根地铁公司。
2007年9月28日，总长度4.5千米的2号线三期工程（黏土矿坑公园站⟷哥本哈根机场站区间）通车，该段由原丹麦国家铁路所属的阿迈厄岛铁路改建而来。为配合该期地铁工程，34列新地铁列车正式配属1号线和2号线。。然而，哥本哈根地铁阿迈厄岛段的以地面线及高架线为主的规划却引来许多阿迈厄岛居民的反对，他们认为哥本哈根地铁阿迈厄岛段应选择地下线，地面线及高架线会带来视觉污染、噪音污染并割裂城市。反对团体更曾尝试诉诸法庭以阻碍工程进度。当局后来决定在路面运行的路段上增建行人天桥和隧道，以迎合反对者的诉求。

## 线路
| 站名           | 换乘                                                  |
| -------------- | ----------------------------------------------------- |
| 万勒瑟站       | 哥本哈根地铁1号线 哥本哈根市郊铁路                    |
| 弗林特霍尔姆站 | 哥本哈根地铁1号线 哥本哈根市郊铁路                    |
| 林讷旺         | 哥本哈根地铁1号线                                     |
| 雉鸡路         | 哥本哈根地铁1号线                                     |
| 腓特烈斯贝     | 哥本哈根地铁1号线 哥本哈根地铁3号线                   |
| 会展中心       | 哥本哈根地铁1号线                                     |
| 北门站         | 哥本哈根地铁1号线 哥本哈根市郊铁路 国铁               |
| 国王新广场     | 哥本哈根地铁1号线 哥本哈根地铁3号线 哥本哈根地铁4号线 |
| 克里斯蒂安港   | 哥本哈根地铁1号线                                     |
| 阿迈厄布罗     | —                                                     |
| 黏土矿坑公园   | —                                                     |
| 厄勒海峡       | —                                                     |
| 阿迈厄海滩     | —                                                     |
| 费默伦         | —                                                     |
| 凯斯楚普       | —                                                     |
| 哥本哈根机场   | 哥本哈根凯斯楚普机场 国铁                             |

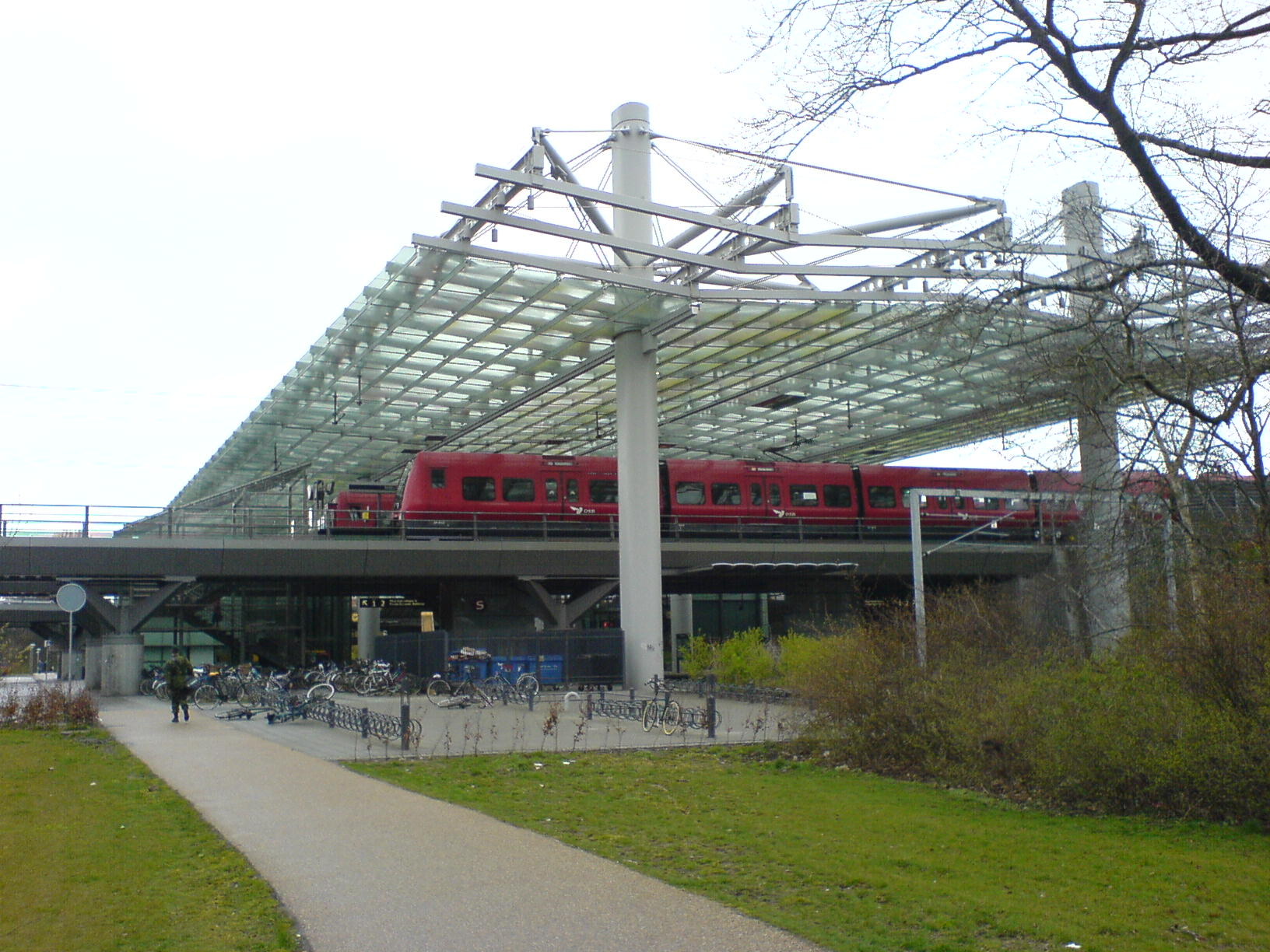
哥本哈根地铁与哥本哈根市郊铁路共构的弗林特霍尔姆站。照片中的红色列车为哥本哈根市郊铁路列车。哥本哈根地铁1号线、2号线均在本站设站。

哥本哈根地铁2号线西起万勒瑟站，该站属于哥本哈根地铁第2收费区，还可不出站换乘哥本哈根市郊铁路C线、H线，周边以居住区为主。 之后与哥本哈根市郊铁路平行，到达绿谷公园附近的弗林特霍尔姆站。弗林特霍尔姆站可供换乘哥本哈根市郊铁路C线、F线、H线，该站同时也是哥本哈根主城区与外围城区的分界点。 下一站是林讷旺站，所在区域是由旧工业区改建而来的以居住区为主的再发展区域，哥本哈根商学院也位于林讷旺站附近。
过林讷旺站之后，转入地下并驶向哥本哈根市中心。 雉鸡路站附近是哥本哈根商学院的另一个校区。 腓特烈斯贝站是服务腓特烈斯贝市中心的地铁站，周边是商业区、文化区、哥本哈根大学腓特烈斯贝校区、哥本哈根商学院的另一个校区，该站同时属于第1收费区和第2收费区，1号线、2号线和3号线均在本站停靠。 会展中心站是在腓特烈斯贝市镇的最后一站，但距哥本哈根北门遗址仅几条街的距离，周边区域有一片20世纪三四十年代建造的功能主义风格住宅区，丹麦皇家音乐学院也位于本站附近。
北门站是位于哥本哈根市中心的车站，可以换乘国铁列车及哥本哈根市郊铁路A线、B线、Bx线、C线、E线、H线。 国王新广场站位于哥本哈根政治、经济和文化的中心，1号线、2号线、3号线、4号线均在本站停靠。 克里斯蒂安港站位于一座岛上，该岛曾是海军基地，现已改建为商住综合体，2号线过本站后开始与1号线分离。
哥本哈根地铁1号线与哥本哈根地铁2号线西端终点均为万勒瑟站，且在万勒瑟站⟷克里斯蒂安港站区间内线路及停靠站均重合。 
阿迈厄布罗站是进入阿迈厄岛后的第一站，周边是居住区和商业区，有着丰富的夜生活。 黏土矿坑公园站周边是大面积的住宅区和商业区，地铁的通车加速了周边商业的发展。 过黏土矿坑公园站后，转入地面，之后线路由已关闭的阿迈厄岛铁路改建而来，以地面线及高架线为主。 厄勒海峡站周边是工业区，并有多条公交线路接驳。

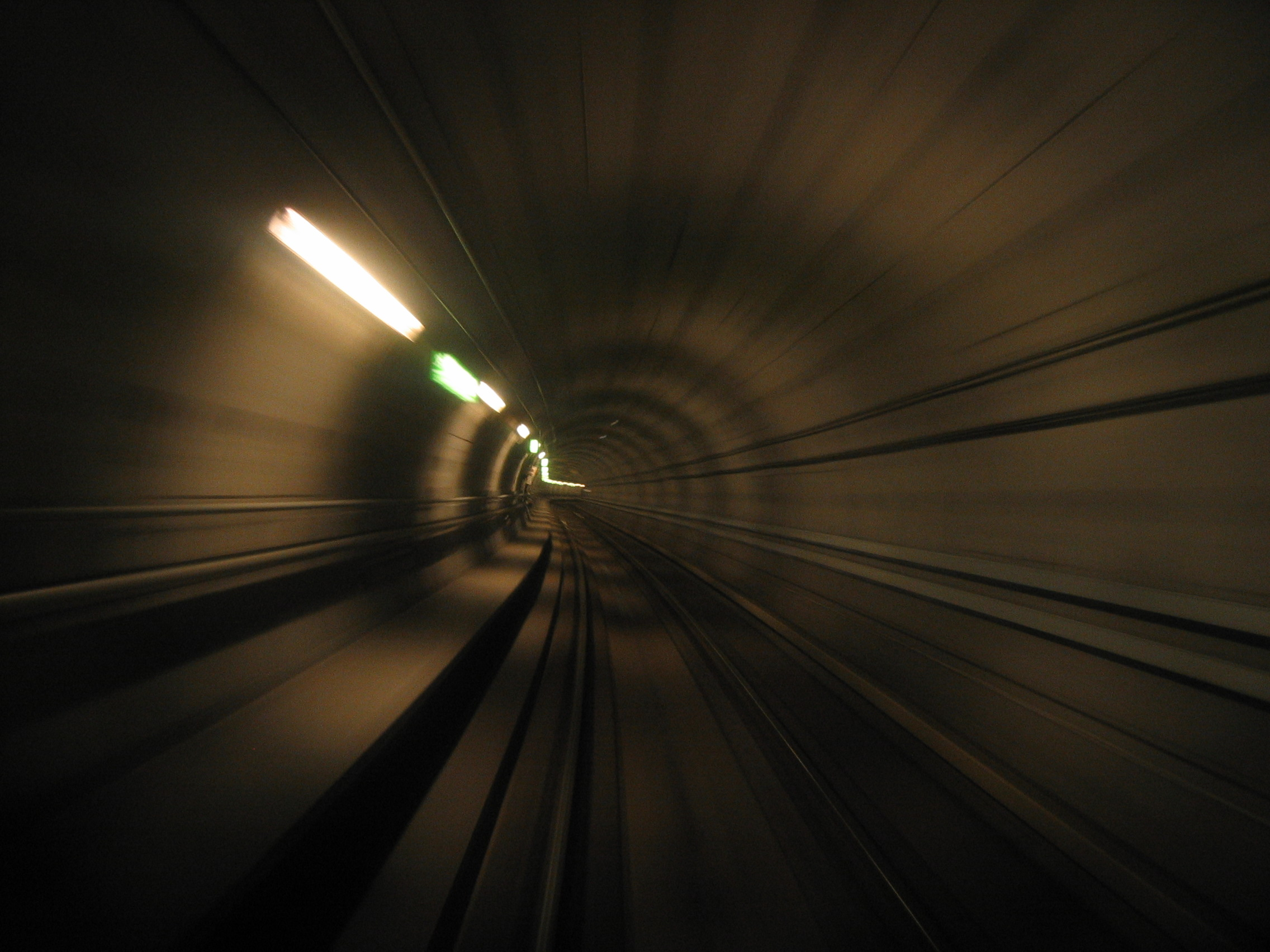
地铁隧道

阿迈厄海滩站因400米外的阿迈厄海滩公园（一个位于阿迈厄岛东海岸，长度为4.6千米的滨海带状公园）而得名。 再往前是费默伦站。 凯斯楚普站是进入第4收费区的首站，本站曾是火车站，现已改为地铁站，原车站主楼至今尚存。
哥本哈根机场站是哥本哈根地铁2号线的终点，服务北欧最大的机场——哥本哈根凯斯楚普机场，靠近3号航站楼。该机场是北欧航空、挪威穿梭航空的枢纽机场。 本站同时还能在邻近的由丹麦国家铁路所属的哥本哈根机场站换乘国铁列车，包括丹麦国家铁路所属的前往多个丹麦国内及国际目的地的列车，瑞典国家铁路所属的通往斯德哥尔摩的SJ 2000高速列车等。

## 服务
哥本哈根地铁全线提供7X24小时服务。哥本哈根地铁2号线高峰时段（07:00–10:00和15:00–18:00）班距为4分钟，周四至周六夜间时段（0:00–05:00）班距为15分钟，其余的夜间时段班距为20分钟，其余时段班距为6分钟。工作日夜间时段，哥本哈根地铁2号线仅运行在哥本哈根机场站⟷克里斯蒂安港站区间内，若继续前往哥本哈根地铁2号线其余车站，需在克里斯蒂安港站换乘哥本哈根地铁1号线。 全程24分钟，其中万勒瑟站⟷北门站段行车时间为9分钟，北门站⟷哥本哈根机场站段行车时间为15分钟。